# Sacro Cuore di Gesù a Villa Lante
Sacro Cuore di Gesù a Villa Lante ou Igreja do Sagrado Coração de Jesus em Villa Lante é uma igreja de Roma, Itália, localizada no rione Trastevere, na via San Francesco di Sales, no interior da Villa Lante. É dedicada ao Sagrado Coração de Jesus e uma igreja anexa da paróquia de Santa Dorotea. 

## História
Foi a primeira igreja construída em Roma dedicada ao Sagrado Coração de Jesus, em 1843, no estilo da moda na época, o neogótico, pelo arquiteto Gerolamo Vantaggi, que não cobrou nada pela construção, só exigiu que se pregasse e rezasse perpetuamente no local em benefício de sua alma.
A igreja foi construída para a Sociedade do Sagrado Coração de Jesus, fundada por Santa Madalena-Sofia Barat, e, ainda hoje, é a sede, juntamente com edifício vizinho, da cura provincial em Roma da ordem.
No interior estão abrigadas obras de Pietro Gagliardi (1809–1890).